# Le Temps du loup
Le Temps du loup és una pel·lícula dramàtica de distòpia post-apocalíptica francesa del 2003 escrita i dirigida pel cineasta austríac Michael Haneke. Ambientada a França en un moment no revelat, la trama segueix la història d'una família: Georges (Daniel Duval), Anne (Isabelle Huppert) i els seus dos fills, Eva (Anaïs Demoustier) i Ben (Lucas Biscombe). La pel·lícula també és protagonitzada per Olivier Gourmet i Serge Riaboukine.
La pel·lícula pren el títol de Völuspá, un antic poema nòrdic que descriu l'època anterior al Ragnarök. Va rebre crítiques positives. Està inspirada en l’obra de teatre The War Plays d’Edward Bond.

## Argument
S'ha produït un desastre d'algun tipus, del qual el públic només sap que l'aigua no contaminada és escassa i s'ha de cremar el bestiar. Després d'haver fugit de París, la família Laurent arriba a la seva casa de camp amb l'esperança de trobar refugi i seguretat, només per descobrir que ja està ocupada per desconeguts.
La família és agredida per desconeguts i obligada a marxar, sense subministraments ni transport. Mentre busquen ajuda a persones que han conegut al poble, se'ls rebutja repetidament. La família es dirigeix a una estació de tren on esperen amb altres supervivents amb l'esperança que un tren els s'aturi i els porti de tornada a la ciutat.

## Repartiment
- Isabelle Huppert com a Anne Laurent
- Daniel Duval com a Georges Laurent
- Béatrice Dalle com a Lise Brandt
- Patrice Chéreau com a Thomas Brandt
- Rona Hartner com a Arina
- Maurice Bénichou com a M. Azoulay
- Olivier Gourmet com a Koslowski
- Brigitte Roüan com a Béa
- Anaïs Demoustier com a Eva
- Serge Riaboukine com a líder
- Lucas Biscombe com a Ben
- Marilyne Even com a Mme Azoulay
- Florence Loiret Caille com a Nathalie Azoulay
- Michaël Abiteboul com a L'home armat

## Estrena
Le Temps du loup fou projectada al 56è Festival Internacional de Cinema de Canes, fora de competició. Patrice Chéreau, membre del jurat d'aquell any, protagonitza la pel·lícula, cosa que va fer que la pel·lícula no fos elegible per a cap premi. La pel·lícula també es va projectar al XXXVI Festival Internacional de Cinema Fantàstic de Catalunya on va guanyar el millor guió i va optar a la millor pel·lícula. La pel·lícula es va estrenar en DVD el 2004 i incloïa un tràiler de la pel·lícula i breus biografies del repartiment principal, a més de la pel·lícula.

## Resposta crítica
A l'agregador de ressenyes Rotten Tomatoes, Le Temps du Loup té una puntuació d'aprovació del 64%, basada en 56 ressenyes, i una puntuació mitjana de 6,2/10. El seu consens diu: "Un thriller magre i inquietant." A Metacritic, la pel·lícula té una puntuació mitjana ponderada de 71 sobre 100, basat en 20 crítics, que indica "Revisions generalment favorables". Peter Bradshaw de The Guardian va puntuar Le Temps du loup amb 4 de 5, mentre que Ed Gonzalez de Slant Magazine li va donar 3 de 4.
Desson Thomson de The Washington Post va comentar que "[ell] preferiria tenir un grup més interessant de persones desesperades amb qui passar el meu temps post-apocalíptic" mentre que A.O. Scott de The New York Times va dir que "Podeu sentir-vos espantats i pertorbats per aquesta pel·lícula sense ser especialment moguts per ella". Segons Scott Foundas de Variety, "Haneke demostra una visió profunda de l'essència del comportament humà quan tota humilitat és eliminada, el pànic i la desesperació estan a l'ordre del dia, i l'home s'assembla més al llop que a l'home."
William Thomas d'Empire Online, va donar a la pel·lícula un 2 sobre 5, dient en els seus comentaris finals que "Un magnífic repartiment europeu es desaprofita en un retrat de la ruptura social que realment té molt poc a dir per si mateix".